# Hätta

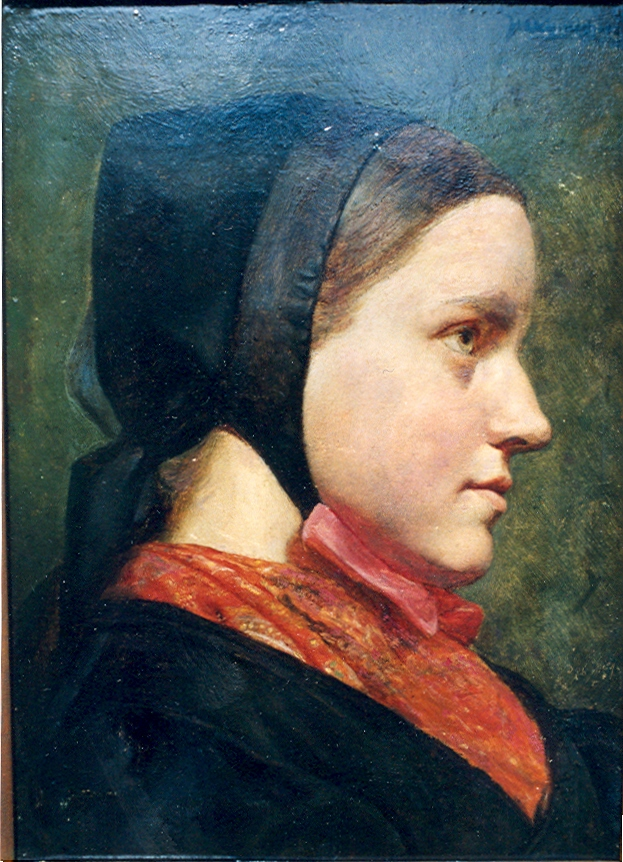
Ung kvinna med hätta

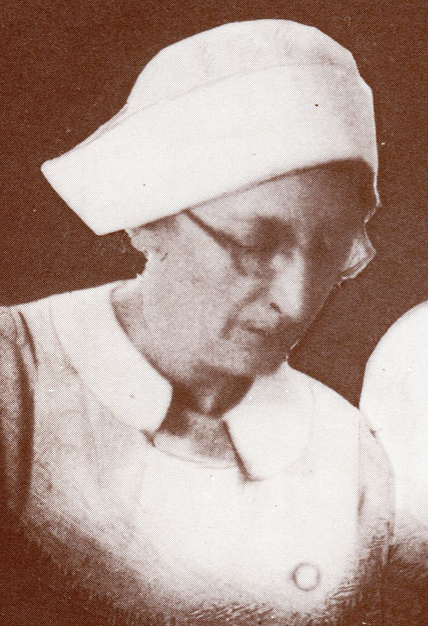
Den franska sjuksköterskan Thérèse Matter (1887-1975) i sin hätta

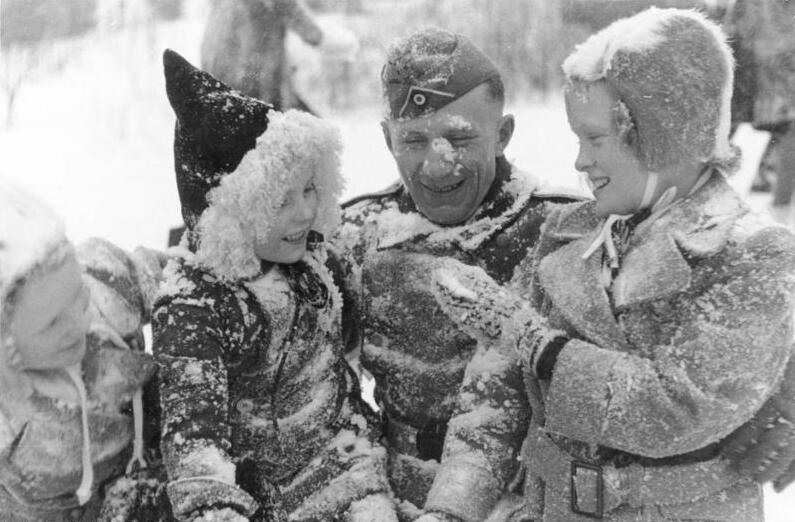
Tysk soldat med två flickor i hättor i Norge 1941.

En hätta är en enklare, oftast mindre, mössa som sitter tätt mot huvudet, ofta med spetsig form. Ordet är en avledning av hatt och har använts i svenskan sedan före 1520.
Det används i första hand idag om kvinnliga huvudbonader, men kan användas även om en del historiska manliga huvudbonader som coifen.
Benämningen hätta används idag om flera olika typer av huvudbonader, och i överförd betydelse även om annat än huvudbonader.

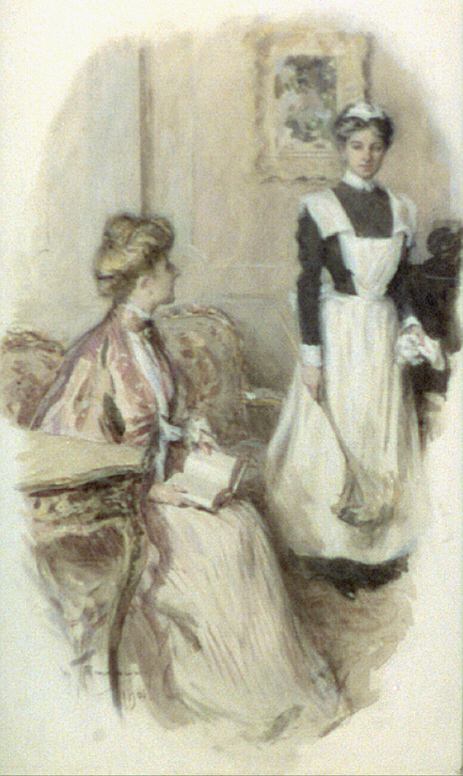
Hembiträde i serveringskläder med hätta, tidigt 1900-tal

- I arbetslivet används ibland benämningen hätta som alternativ till snibb. En mer dekorativ hätta kan även ingå i arbetskläderna-uniformen för husligt anställda kvinnor, till exempel för hembiträden eller barnflickor i traditionell serveringsdräkt.[3]
- En hätta är en traditionell vit, ofta stärkt huvudbonad för sjuksköterskor. Denna har använts internationellt sedan 1800-talet, men sedan början av 1970-talet syns den mer sällan i Sverige; ett undantag är dock Sophiahemmet.[4]
- Kvinnliga huvudbonader i svenska folkdräkter kallas ofta för hätta. De kan ha flera olika utseenden, från att vara hög och spetsig (vanligast för äldre kvinnor) till att vara liten och tättslutande (vanligast för yngre kvinnor och flickor). I många folkdräkter där man har över- och undermössor kallas den övre hatt och den undre hätta.
- En hätta är en samtida huvudbonad för barn, med ett utseende som liknar flickornas folkdräktshätta.
- En struthätta är en modebetonad medeltida huvudbonad, där spetsen dragits ut till en strut.

## Hätta i överförd bemärkelse
- En hätta kan vara ett spetsigt tak på ett torn. Tornet Silverhättan i Visby ringmur har fått sitt namn efter sitt tidigare tak.
- Hätta kan avse de fjädrar, som en fågel har på hjässan, särskilt om dessa är i avvikande färg. Ett exempel på detta är hättentärna, en i Skåne folklig benämning på fisktärnan, Sterna hirundo. [5]
- En tåhätta (även stålhätta) är en förstärkning av en skos tådel, vanligen i arbetsskor.